# Subway (Band Uelzen/Lüneburg)
Die Uelzen-Lüneburger Rockgruppe Subway entstand 1972 unter dem Namen „Muckhole Perkins“. 1977 erfolgte die Umbenennung in Subway, begleitet vom Erscheinen der einzigen Langspielplatte im Jahre 1978 mit dem Titel Bring back Rock & Roll unter dem Produzenten Ulf Krüger sowie zweier Single-Auskopplungen. Es schlossen sich verschiedene Auftritte u. a. im Logo, Onkel Pö und dem Star Club in Hamburg, wie auch als Vorgruppe von Iron Butterfly in Bremerhaven sowie bei der RTL-Bädertournee in Grömitz an. Anfang der 1980er-Jahre wurde es ruhiger um die Band.
1987 änderte sich der Musikstil von Rock zu Bläser orientierten Soul. Mit William Thornton kam neben dem bisherigen Sänger und Bruder Chris Thornton zudem ein weiterer Vokalist hinzu. Ab 1992 wandte man sich wieder mehr den musikalischen Wurzeln zu. Überraschend verstarb Chris Thornton am 8. Juni 2003 an den Folgen eines Herzinfarktes. In seine Fußstapfen trat sein vorher schon als Rocksänger aktiver Sohn Chris Thornton jun.

## Diskografie
Die LP und Singles erschienen unter dem Label Metronome.
LP
- Bring back Rock & Roll (1978)

Singles
- Ruby / Rock & Roll Star (1978)
- Like a Hurricane / Raid for Nothing (1979)